# كيف تعرف
كيف تعرف (بالإنجليزية: How Do You Know)‏ فيلم أمريكي كوميدي رومانسي من كتابة وإنتاج وإخراج جيمس بروكس. يعتبر الفيلم ثالث عمل مشترك يجمع بين بول وريس بعد «توصيلة ليلية»(1998) و«الوحوش ضد المخلوقات الفضائية» (2009). الفيلم عانى من خسائر كبيرة في شباك التذاكر الأمريكية بإيرادات وصلت فقط إلى 40 بالمئة من ميزانيته البالغة 120 مليون دولار.

## القصة
يدور الفيلم حول لاعبة بيسبول محترفة لا تسعى إلا إلى النجومية، غير مهتمة بحياتها الخاصة، إلى أن يأتي قرار طردها من الفريق
لتجاوزها سن 32 عاماً. ومن تلك اللحظة تنقلب حياتهاجذرياً وتبدأ البحث عن الأمور التي حُرمت منها، فتقع في حب شخصين في وقت واحد، مما يضعها في موقف خيار صعب يجعل الاثنين يتباريان لنيل قلبها ضمن مواقف كوميدية.

## طاقم التمثيل
- ريس ويذرسبون بدور ليزا.
- بول رود بدور جورج ماديسون.
- أوين ويلسون بدور ماتي رينولدز.
- جاك نيكلسون بدور تشارلز ماديسون.
- دين نوريس بدور توم.
- كاثرين هانز بدور اني.
- مارك لين باركر بدور رون.
- موللي برايس بدور المدرب سالي
- شيللي كون بدور تيري.
- دومينيك لومباردوزي بدور بيتشر
- رونما كلارتي بدور محامي جوروج.

## الإنتاج
عمل المخرج جيمس بروكس على نص الفيلم منذ عام 2005 لصناعة فيلم له علاقة برياضية شابة، وقام بإجراء مقابلات مع مئات النساء وإخضاعهن لتجربة الأداء، خصوصاً بعد أن وضع جاك نيكلسون في قائمة اختياره للممثلين. كان المخرج يريد أن يختار من يليق، حسب تعبيره، بالوقوف أمام النجم نيكلسون. وانتهى المخرج من تصوير أحداث الفيلم عام 2009 إلى أن أخرجه للجمهور اواخر سنة 2010.,

## الاستقبال
تعرض الفيلم لهجوم كبير من قبل نقاد سينمائيين في موقع الطماطم الفاسدة، حيث وصل إلى نسبة نجاح لم تتعد الـ30 ، ووصف بأنه «عادي وتقليدي ولا يشبه أفلام العصر». وأكد هذا الهجوم شباك التذاكر، حيث وصل الفيلم إلى المرتبة الثامنة في أسبوعه الأول وخرج من الجدول بعد مرور أسبوعين.
وقال مشاهدون أن هذا الفيلم لم يقدم جديدا، وآخرون وصفوه بأنه «ساذج» ويشبه المسلسلات التلفزيونية الاميركية التي تتحدث عن علاقات الحب المركبة. وقال بعض المشاهدين أن هذه الأفلام لا تقدم الفائدة، بقدر ما تقدم التسلية وإزاحة الهم عن النفس، على حد تعبيرهم.

## وصلات خارجية
- الموقع الرسمي
- كيف تعرف على موقع IMDb (الإنجليزية)
- كيف تعرف على موقع ميتاكريتيك (الإنجليزية)
- كيف تعرف على موقع الموسوعة البريطانية (الإنجليزية)
- كيف تعرف على موقع روتن توميتوز (الإنجليزية)
- كيف تعرف على موقع نتفليكس (الإنجليزية)
- كيف تعرف على موقع قاعدة بيانات الأفلام العربية
- كيف تعرف على موقع ألو سيني (الفرنسية)
- كيف تعرف على موقع Turner Classic Movies (الإنجليزية)
- كيف تعرف على موقع أول موفي (الإنجليزية)
- كيف تعرف على موقع بوكس أوفيس موجو (الإنجليزية)
- How Do You Know at ميتاكريتيك